# Bibliographie sur Georges Perec
Cette page recense la majorité des ouvrages ou articles parus sur Georges Perec.

## Ouvrages généraux
- Claude Burgelin, Georges Perec, Seuil, coll. « Les contemporains », 1988 (ISBN 978-2-02-010243-8)
- Claude Burgelin, Album Perec, Gallimard, coll. « Pléiade », 2017 (ISBN 978-2-07019-752-1)
- Claude Burgelin, Georges Perec, Gallimard, 2023 (ISBN 978-2-07-276395-3)
- Collectif, Perec, Cahiers de L'Herne (no 116), 2016 (ISBN 978-2-851971-86-9)
- Bernard Magné, Georges Perec, Nathan, coll. « Écrivains 128 », 1999 (ISBN 978-2-09-191051-2)
- Paulette Perec (dir.), Portrait(s) de Georges Perec, Bibliothèque Nationale de France, 2001 (ISBN 2-7177-2153-3)

### Audio
- Une vie, une œuvre : Georges Perec (1936-1982), France Culture, 22 avril 2007, 90 min. Écouter en ligne
- Georges Perec, mode d'emploi, France Culture, mars 2016, 3 épisodes d'une heure. Écouter en ligne

## Biographies

### Ouvrages
- David Bellos, Georges Perec, une vie dans les mots, Seuil, 1994 (ISBN 2-02-016868-5)
  - Éric Beaumatin (dir.), Antibiotiques [Lectures critiques de la biographie de David Bellos], Cahiers Georges Perec n° 7, Le Castor Astral, 2003 (ISBN 2-85920-465-2)
  - Claude Burgelin, « Réponse à David Bellos et à « Quatre visages de Georges Perec » », Le Cabinet d'amateur,‎ janvier 2014 (lire en ligne)
- David Bellos, Georges Perec, une vie dans les mots, Seuil, 2022, édition révisée (ISBN 978-2021493764)
- Claude Burgelin, Les parties de dominos chez Monsieur Lefèvre. Perec avec Freud – Perec contre Freud, Circé, 1996 (ISBN 2-84242-001-2)
- Jean Duvignaud, Perec ou la cicatrice, Actes Sud, 1993 p. (ISBN 2-7427-0087-0)
- Jacques Neefs et Hans Hartje, Georges Perec, images, Seuil, 1993 (ISBN 2-02-019478-3)

### Articles
- Benoît Abert, « Perec orphelin : d’un père, d’un peuple, d’un e », Recherches & travaux, no 97,‎ 2020 (lire en ligne)
- Marcel Bénabou, « Perec et la judéité », dans Cahiers Georges Perec I, colloque de Cerisy, juillet 1984, P.O.L, 1985 (ISBN 2-86744-045-9)
- Claude Burgelin, « Perec et la cruauté », dans Cahiers Georges Perec I, colloque de Cerisy, juillet 1984, P.O.L, 1985 (ISBN 2-86744-045-9)
- Claude Burgelin, « Les parties de dominos chez Monsieur Lefèvre. Perec avec Freud, Perec contre Freud », dans Le Cabinet d'amateur, n° 2, Les Impressions nouvelles, 1993 (ISSN 1165-6557)
- Claude Burgelin, « Le silence de Perec », dans Christelle Reggiani (Dir), Relire Perec, actes du colloque de Cerisy, Rennes, La Licorne, Presses Universitaires de Rennes, 2016 (ISBN 978-2-7535-5053-7)
- Peter Constenstein, « L'identité juive de Georges Perec », dans Christelle Reggiani (Dir), Relire Perec, actes du colloque de Cerisy, Rennes, La Licorne, Presses Universitaires de Rennes, 2016 (ISBN 978-2-7535-5053-7)
- Maurice Corcos, « Georges Perec : peine perdue », L'Autre, vol. 2,‎ 2001 (lire en ligne)
- Hugues Corriveau, « Georges Perec ou le Système de la déception », dans Georges Perec, Écrire/Transformer, Québec, Université Laval, Études littéraires Été-automne 1990 (ISSN 0014-214X, lire en ligne)
- Anny Dayan Rosenman, « Georges Perec. Sauver le père », dans Jacques André, Catherine Chabert, L’oubli du père, Presses Universitaires de France, coll. « Petite bibliothèque de psychanalyse », 2004 (lire en ligne)
- Maxime Decout, « Georges Perec : la judéité de l’autre », Roman 20-50, no 49,‎ 2010 (lire en ligne)
- Bernard-Olivier Lancelot, « Perec ou les métamorphoses du nom », dans L'Arc, n° 76, 1979
- Jacques Lecarme, « Perec et Freud ou le mode du réemploi », dans Cahiers Georges Perec n° 4, Mélanges, Éditions du Limon, 1990 (ISBN 2-907224-12-3)
- Philippe Lejeune, « La Lettre hébraïque. Un premier souvenir en sept versions », dans Georges Perec, Écrire/Transformer, Québec, Université Laval, Études littéraires Été-automne 1990 (ISSN 0014-214X, lire en ligne)
- Philippe Lejeune, La Mémoire et l'oblique, Georges Perec autobiographe, P.O.L, 1991 (ISBN 2-86744-196-X)
- Bernard Magné, « L'autobiotexte perecquien », dans Le Cabinet d'amateur, n° 5, Toulouse, Presses universitaires du Mirail, 1997 (ISBN 978-2-85816-341-0, ISSN 1165-6557)
- Bernard Magné, « Quelques remarques sur l'encryptage biographique chez Georges Perec », dans L'Œuvre de Georges Perec, Colloque de Rabat, novembre 2000, Rabat, Faculté des lettres et des sciences humaines, 2002 (ISBN 9981-59-062-2)
- Bernard Magné, « La figure de l’orphelin dans l’œuvre de Georges Perec », dans Pierre Glaudes et Dominique Rabaté (dir.), Deuil et littérature, Presses Universitaires de Bordeaux, 2005 (lire en ligne)
- Maurice Nadeau, « Les débuts difficiles d'un jeune homme de lettres », dans Cahiers Georges Perec n° 4, Mélanges, Éditions du Limon, 1990 (ISBN 2-907224-12-3)
- Anne Roche, « L'auto(bio)graphie », dans Cahiers Georges Perec I, colloque de Cerisy, juillet 1984, P.O.L, 1985 (ISBN 2-86744-045-9)
- Jacques Roubaud, « Préparation d'un portrait formel de Georges Perec », dans L'Arc, n° 76, 1979
- Frédéric Yvan, « Figure(s) de l'analyste chez Perec », Savoirs et clinique, no 6,‎ 2005 (lire en ligne)
- Emmanuel Zwenger, « Perec ou le rêve d'une littérature mondiale », dans Perec, l’œuvre monde, Cahiers Georges Perec n° 14, Les Venterniers, 2021 (ISBN 979-10-92752-66-3)

### Audio
- Georges Perec, comment le dire quand on ne peut le dire ?, France Inter, 18 juin 2022, 48 min. Écouter en ligne

### Vidéo
- Viviane Forrester, Georges Perec, Antenne 2, 22 mars 1976, 26 min. Voir en ligne

### Films
- Catherine Binet
  - Te souviens-tu de Gaspard Winckler ?, La Sept, 1990, 1 h 30. Bande-annonce (à partir de 1'11)
  - Vous souvenez-vous de Gaspard Winckler ? La Sept, 1990, 1 h 30. Bande annonce (à partir de 2'32)

## Lieux, espaces

### Ouvrages
- Danielle Constantin (dir.), Jean-Luc Joly (dir.) et Christelle Reggiani (dir.), Espèces d'espaces perecquiens, Cahiers Georges Perec n° 12, Le Castor Astral, 2015 (ISBN 979-10-278-0009-4)
- Denis Cosnard, Le Paris de Georges Perec - La ville mode d'emploi, Parigramme, 2022 (ISBN 978-2373951721)
- Timo Obergöker, Écritures du non-lieu : Topographies d'une impossible quête identitaire : Romain Gary, Patrick Modiano et Georges Perec, Peter Lang, 2016 (ISBN 9783631649329)
- Derek Schilling, Mémoires du quotidien : les lieux de Perec, Villeneuve-d'Ascq, Presses universitaires du Septentrion, 2006 (ISBN 2-85939-894-5, lire en ligne)

### Articles
- Jean-Denis Bertharion, « Des Lieux aux non-lieux : de la rue Vilin à Ellis Island », dans Le Cabinet d'amateur, n° 5, Toulouse, Presses universitaires du Mirail, 1997 (ISBN 978-2-85816-341-0, ISSN 1165-6557)
- Andrée Chauvin, « Cartes et plans : représentation de l'espace et conditions de lecture », dans Cahiers Georges Perec n° 8, Colloque de Montréal, Le Castor Astral, 2004 (ISBN 2-85920-582-9)
- Michaël Ferrier, « Perec et le Japon », dans Perec, l’œuvre monde, Cahiers Georges Perec n° 14, Les Venterniers, 2021 (ISBN 979-10-92752-66-3)
- Juliette Hébert, « « La ville mode d’emploi » Pour une lecture politique des espaces perecquiens », Le Cabinet d'amateur,‎ juillet 2013 (lire en ligne)
- Jean-Luc Joly, « Cartographie et totalité dans l’œuvre de Georges Perec », Le Cabinet d'amateur,‎ mai 2003 (lire en ligne)
- Philippe Lejeune, « Vilin Souvenirs. Georges Perec », Genesis (Manuscrits-Recherche-Invention), no 1,‎ 1992 (lire en ligne)
- Tue Løkkegaard, « Une promenade dans la micro-histoire de la ville. Une lecture de Tout autour de Beaubourg », Le Cabinet d'amateur,‎ novembre 2013 (lire en ligne)
- Fortuné Nkonene Benha, « Georges Perec et l'Afrique : écriture ludique et représentations dysphoriques », Le Cabinet d'amateur,‎ mars 2018 (lire en ligne)
- Philippe Piedevache, « « La rue Vilin » : télescopage de l’Histoire », Le Cabinet d'amateur,‎ juillet 2011 (lire en ligne)
- Dereck Schilling, « Entre sens et nevers : géopoétique du nom de lieu », dans Christelle Reggiani (Dir), Relire Perec, actes du colloque de Cerisy, Rennes, La Licorne, Presses Universitaires de Rennes, 2016 (ISBN 978-2-7535-5053-7)
- Pierre Siguret, « Perecologie du Larinville : l'imago-mundi de la rue Vilin », dans Cahiers Georges Perec n° 8, Colloque de Montréal, Le Castor Astral, 2004 (ISBN 2-85920-582-9)
- Oleksandr Vynogradov, « Contre la droiture des lignes, ou de l’espace habitable chez Perec », Le Cabinet d'amateur,‎ novembre 2014 (lire en ligne)

### Film
- Robert Bober, En remontant la rue Vilin, 1992, 48 min. Voir en ligne

### Audio
- Georges Perec, écrivain géographe, France Culture, mai 2022, 1 h. Écouter en ligne
- Sur les lieux de Georges Perec, France Culture, mars 2024, 4 épisodes d'une heure. Écouter en ligne

## Nombres
- Dominique Bertelli, « L'invention du cinquante-trois », dans Le Cabinet d'amateur n° 1, Les Impressions nouvelles, 1993 (ISSN 1165-6557)
- Élise Harrer, « Prolégomènes à une mathématique perecquienne », Littératures, no 30,‎ 1995 (lire en ligne)
- Gilbert Lascault, « Les nombres en un mode d'emploi (8 remarques numérotées) », dans L'Arc, n° 76, 1979
- Wilfrid Mazzorato, Serge Raysséguier, « L'intervention du dix-sept », dans Le Cabinet d'amateur, n° 4, Les Impressions nouvelles, 1995 (ISSN 1165-6557)

## Écriture

### Ouvrages
- Stella Béhar, Georges Perec : écrire pour ne pas dire, Peter Lang, coll. « Currents in Comparative Romance Languages and Literatures » (no 28), 1995 (ISBN 0-8204-2467-6)
- Jacques-Denis Bertharion, Poétique de Georges Perec. «... une trace, une marque ou quelques signes », Nizet, 1998 (ISBN 2-7078-1239-0)
- André Brochu, Roman et énumération de Flaubert à Perec, Université de Montréal, coll. « Paragraphes », 1996 (ISBN 2-921447-05-3)
- Collectif, Poétique de Georges Perec, Revue Poésie, n° 94, 2002
- Maurice Corcos, Penser la mélancolie : une lecture de Georges Perec, Albin Michel, 2005 (ISBN 2-226-16827-3)[1]
- Isabelle Dangy-Scaillierez, L'énigme criminelle dans les romans de Georges Perec, Honoré Champion, 2002 (ISBN 2-7453-0615-4)
- Raoul Delemazure, Une vie dans les mots des autres : le geste intertextuel dans l’œuvre de Georges Perec, Classiques Garnier, 2019 (ISBN 978-2-406-06972-0)
- Joachim Daniel Dupuis, Dédales : essai sur l'écriture de Georges Perec, L'Harmattan,, 2022 (ISBN 978-2-14-029778-6)
- Franck Évrard, Georges Perec ou La littérature au singulier pluriel, Milan, 2010 (ISBN 978-2-7459-4296-8)
- Maryline Heck, Georges Perec : le corps à la lettre, José Corti, 2012 (ISBN 978-2-7143-1075-0)
- Véronique Montémont (dir.) et Christelle Reggiani (dir.), Georges Perec, artisan de la langue, Presses universitaires de Lyon, 2012 (ISBN 9782729708603, lire en ligne)
- Manet van Montfrans, Georges Perec, la contrainte du réel, Rodopi, coll. « Faux Titre » (no 162), 1999 (ISBN 90-420-0595-5)
- Christelle Reggiani, L'éternel et l'éphémère : temporalités dans l'œuvre de Georges Perec, Amsterdam, Rodopi, 2010 (ISBN 978-90-420-3224-8)

### Articles
- Alexandre Amand, « Georges Perec. L’écriture contrainte aux abords du corps », Figures de la psychanalyse, no 36,‎ 2018 (lire en ligne)
- Cécile de Bary, « Il faut encore une fois partir de l'image du puzzle », dans L'Œuvre de Georges Perec, Colloque de Rabat, novembre 2000, Rabat, Faculté des lettres et des sciences humaines, 2002 (ISBN 9981-59-062-2)
- Cécile de Bary, « L'écriture ou la voix, Perec et le style », Poétique, no 175,‎ 2014 (lire en ligne)
- Dominique Bertelli, « TransPhormER/ECrire », dans Georges Perec, Écrire/Transformer, Québec, Université Laval, Études littéraires Été-automne 1990 (ISSN 0014-214X, lire en ligne)
- Dominique Bertelli, « Du bon usage de l'intertextualité perecquienne », dans Le Cabinet d'amateur, n° 2, Les Impressions nouvelles, 1993 (ISSN 1165-6557)
- Marcel Bénabou, « Faux et usage de faux chez Perec », dans Le Cabinet d'amateur, n° 3, Les Impressions nouvelles, 1994 (ISSN 1165-6557)
- Adrien Chassain, « « Dis-moi comment tu classes, je te dirai qui tu es ». Rhétorique et écriture de soi dans l’œuvre essayistique de G. Perec », Le Cabinet d'amateur,‎ janvier 2014 (lire en ligne)
- Adrien Chassain, « Perec et la rhétorique du projet », dans Christelle Reggiani (Dir), Relire Perec, actes du colloque de Cerisy, Rennes, La Licorne, Presses Universitaires de Rennes, 2016 (ISBN 978-2-7535-5053-7)
- Andrée Chauvin, « Le Jeu des erreurs ou Métamorphoses en minuscules », dans Georges Perec, Écrire/Transformer, Québec, Université Laval, Études littéraires Été-automne 1990 (ISSN 0014-214X)
- Vincent Colonna, « Fausses notes », dans Cahiers Georges Perec I, colloque de Cerisy, juillet 1984, P.O.L, 1985 (ISBN 2-86744-045-9)
- Constantin Crisan, « Perec ou le paysage du conditionnel », dans Cahiers Georges Perec I, colloque de Cerisy, juillet 1984, P.O.L, 1985 (ISBN 2-86744-045-9)
- Isabelle Dangy, « Esthétique du chapitre dans l’œuvre de Georges Perec », dans Christelle Reggiani (Dir), Relire Perec, actes du colloque de Cerisy, Rennes, La Licorne, Presses Universitaires de Rennes, 2016 (ISBN 978-2-7535-5053-7)
- Raoul Delemazure, « « Portrait de l’artiste en singe savant » : Perec ou la rhétorique de l’autoportrait », Le Cabinet d'amateur,‎ juin 2011 (lire en ligne)
- Raoul Delemazure, « Le geste intertextuel de Georges Perec », dans Christelle Reggiani (Dir), Relire Perec, actes du colloque de Cerisy, Rennes, La Licorne, Presses Universitaires de Rennes, 2016 (ISBN 978-2-7535-5053-7)
- Raoul Delemazure, « Catalogue raisonné des emprunts intertextuels dans l’œuvre de Georges Perec », Le Cabinet d'amateur,‎ janvier 2019 (lire en ligne)
- Bouchta Es-Sette, « De quelques emplois du verbe écrire chez Georges Perec », dans L'Œuvre de Georges Perec, Colloque de Rabat, novembre 2000, Rabat, Faculté des lettres et des sciences humaines, 2002 (ISBN 9981-59-062-2)
- Alison James, « Perec aux marges de la fiction », dans Christelle Reggiani (Dir), Relire Perec, actes du colloque de Cerisy, Rennes, La Licorne, Presses Universitaires de Rennes, 2016 (ISBN 978-2-7535-5053-7)
- Bernard-Olivier Lancelot, « Georges Percé ou les ruses de l'écriture », dans Cahiers Georges Perec I, colloque de Cerisy, juillet 1984, P.O.L, 1985 (ISBN 2-86744-045-9)
- Bernard Magné, « Pour une lecture réticulée », dans Cahiers Georges Perec n° 4, Mélanges, Éditions du Limon, 1990 (ISBN 2-907224-12-3)
- Bernard Magné, « Le biais », dans Le Cabinet d'amateur, n° 2, Les Impressions nouvelles, 1993 (ISSN 1165-6557)
- Bernard Magné, « Perec: faire concurrence au dictionnaire », dans Le Cabinet d'amateur, n° 6, Toulouse, Presses universitaires du Mirail, 1997 (ISBN 978-2-85816-369-4, ISSN 1165-6557)
- Bernard Magné, « Le metatextuel perecquien revisité », Le Cabinet d'amateur,‎ juillet 2002 (lire en ligne)
- Bernard Magné, « Georges Perec à l'index », Le Cabinet d'amateur,‎ 2004 (traduction 2023) (lire en ligne)
- Bénédicte Mallier, « Littérature/Architecture. Georges Perec, archi-lecture du quotidien », Le Cabinet d'amateur,‎ juin 2011 (lire en ligne)
- Kamel Ben Ouanès, « Le temps dans l’œuvre de Georges Perec », dans Mohamed Ridha Bouguerra (dir.), Le Temps dans le roman du XXe siècle, Presses universitaires de Rennes, 2010 (lire en ligne)
- Pablo Martin Sanchez, « Hypertextualité et pseudo-hypertextualité dans l’œuvre de Georges Perec », Le Cabinet d'amateur,‎ juillet 2011 (lire en ligne)
- Véronique Montémont, « Onomastique perecquienne », dans Christelle Reggiani (Dir), Relire Perec, actes du colloque de Cerisy, Rennes, La Licorne, Presses Universitaires de Rennes, 2016 (ISBN 978-2-7535-5053-7)
- Chiara Nannicini, « Perec et le renouveau de l'ekphrasis », Le Cabinet d'amateur,‎ octobre 2004 (lire en ligne)
- Jacques Roubaud, « Hypothèses génétiques concernant la perecquation de la forme roman », dans Le Cabinet d'amateur, n° 4, Les Impressions nouvelles, 1995 (ISSN 1165-6557)
- Pascal Tremblay, « Perec et le lecteur : la construction d’une œuvre par le jeu », dans Ricard Ripoll (dir.), L'Écriture fragmentaire, théories et pratiques, Presses universitaires de Perpignan, 2002 (lire en ligne)
- Ela Valimareanu, « Pour une poétique du faux dans la recette de l’œuvre perecquienne : faux-semblant, fausse piste, faux-fuyant », Le Cabinet d'amateur,‎ juin 2012 (lire en ligne)

## Études comparatives

### Ouvrage
- Catherine Dana, Fictions pour mémoire : Camus, Perec et l'écriture de la shoah, L'Harmattan, 1998 (ISBN 2-7384-7072-6)

### Articles
- Mariano d'Ambrosio, « Perec et Sterne », dans Perec, l’œuvre monde, Cahiers Georges Perec n° 14, Les Venterniers, 2021 (ISBN 979-10-92752-66-3)
- Severina Chin-Li Hsu, « Perec / Calvino, caché et découvert », dans Perec, l’œuvre monde, Cahiers Georges Perec n° 14, Les Venterniers, 2021 (ISBN 979-10-92752-66-3)
- Vinicius Gonçalves Carneiro, « Poésie de refus et plagiat par anticipation chez Georges Perec et Augusto de Campos », dans Perec, l’œuvre monde, Cahiers Georges Perec n° 14, Les Venterniers, 2021 (ISBN 979-10-92752-66-3)
- Évelyne Clavier, « Samuel Beckett et Georges Perec : comment dire le monde totalitaire », dans Perec, l’œuvre monde, Cahiers Georges Perec n° 14, Les Venterniers, 2021 (ISBN 979-10-92752-66-3)
- Pascal Clerc, « Des lieux dans l'espace du récit : Gracq, Perec et Tati », Travaux de l'Institut de Géographie de Reims, nos 115-118,‎ 2003 (lire en ligne)
- Francesca Dainese, « Svevo et Perec », dans Perec, l’œuvre monde, Cahiers Georges Perec n° 14, Les Venterniers, 2021 (ISBN 979-10-92752-66-3)
- Isabelle Dangy, « Perec / Echenoz : l'impensable d'une fraternité littéraire », Le Cabinet d'amateur,‎ avril 2004 (lire en ligne)
- Isabelle Dangy, « Perec / Murakami », dans Perec, l’œuvre monde, Cahiers Georges Perec n° 14, Les Venterniers, 2021 (ISBN 979-10-92752-66-3)
- Raoul Délémazure, « Perec lecteur de Kafka », dans Perec, l’œuvre monde, Cahiers Georges Perec n° 14, Les Venterniers, 2021 (ISBN 979-10-92752-66-3)
- Éléonore Hamaide-Jager, « Zeina Abirached et Perec : une écriture sous influence, de l'ignorance à la revendication », dans Perec, l’œuvre monde, Cahiers Georges Perec n° 14, Les Venterniers, 2021 (ISBN 979-10-92752-66-3)
- Jean Luc Joly, « Georges Perec et Paul Auster : une troisième musique du hasard », dans Perec, l’œuvre monde, Cahiers Georges Perec n° 14, Les Venterniers, 2021 (ISBN 979-10-92752-66-3)
- Steen Bille Jorgensen, « Lire La Belle et la Bête  des jeux d'échelles, des modèles narratifs et des formules littérales dans l’œuvre de Perec », dans Christelle Reggiani (Dir), Relire Perec, actes du colloque de Cerisy, Rennes, La Licorne, Presses Universitaires de Rennes, 2016 (ISBN 978-2-7535-5053-7)
- Mathieu Jung, « Joyce, Perec et le romanesque (en passant par le Volcan) », dans Perec, l’œuvre monde, Cahiers Georges Perec n° 14, Les Venterniers, 2021 (ISBN 979-10-92752-66-3)
- Paula Klein, « Échos perecquiens dans la littérature argentine », dans Perec, l’œuvre monde, Cahiers Georges Perec n° 14, Les Venterniers, 2021 (ISBN 979-10-92752-66-3)
- Bernard Magné, « Emprunts à Queneau (bis) », dans Bernard Magné, Perecollages 1981-1988, Toulouse, Presses Universitaires du Mirail, coll. « Les Cahiers de littérature », 1989 (ISSN 0563-9751)
- Bernard Magné, « Perec lecteur de Roussel », dans Bernard Magné, Perecollages 1981-1988, Toulouse, Presses Universitaires du Mirail, coll. « Les Cahiers de littérature », 1989 (ISSN 0563-9751)
- Julie Magot, « Essai de poétique comparée : Georges Perec et Jacques Roubaud », Le Cabinet d'amateur,‎ novembre 2010 (lire en ligne)
- Eddis N. Miller, « Un homme inutile : Perec et Bartleby », dans Perec, l’œuvre monde, Cahiers Georges Perec n° 14, Les Venterniers, 2021 (ISBN 979-10-92752-66-3)
- Manet van Montfrans, « Perec, Roussel et Proust : trois voyages extraordinaires à Venise », Le Cabinet d'amateur,‎ juin 2015 (lire en ligne)
- Manet van Montfrans, « Rudy Kousbroek et Georges Perec », dans Perec, l’œuvre monde, Cahiers Georges Perec n° 14, Les Venterniers, 2021 (ISBN 979-10-92752-66-3)
- Kan Nozaki, « Murakami et Perec », dans Perec, l’œuvre monde, Cahiers Georges Perec n° 14, Les Venterniers, 2021 (ISBN 979-10-92752-66-3)
- Dominique Raymond, « Je me souviens, regard sur l'intertexte perecquien dans la littérature québécoise », dans Perec, l’œuvre monde, Cahiers Georges Perec n° 14, Les Venterniers, 2021 (ISBN 979-10-92752-66-3)
- Mireille Ribière, « Traces mallarméennes chez Georges Perec », Le Cabinet d'amateur,‎ mars 2005 (lire en ligne)
- Shuichiriko Shiotsuka, « Bioy Casares, source de l'imaginaire lipogrammatique », dans Perec, l’œuvre monde, Cahiers Georges Perec n° 14, Les Venterniers, 2021 (ISBN 979-10-92752-66-3)
- Haydée Silva, « GP + MX = x : Poser / penser l'inconnue perecquienne au Mexique », dans Perec, l’œuvre monde, Cahiers Georges Perec n° 14, Les Venterniers, 2021 (ISBN 979-10-92752-66-3)
- Philippe Wahl, « Calet / Perec : essais autobiographiques », dans Christelle Reggiani (Dir), Relire Perec, actes du colloque de Cerisy, Rennes, La Licorne, Presses Universitaires de Rennes, 2016 (ISBN 978-2-7535-5053-7)
- Emmanuel Zwenger, « Gaspard Hauser, de Perec à Sebald », dans Perec, l’œuvre monde, Cahiers Georges Perec n° 14, Les Venterniers, 2021 (ISBN 979-10-92752-66-3)
- Emmanuel Zwenger, « Lire Perec et Sebald : esquisse biblio-graphique », Le Cabinet d'amateur,‎ juillet 2022 (lire en ligne)

### Audio
- L'inquiétante étrangeté de l'ordinaire : Michel Foucault et Georges Perec, France Culture, 23 novembre 2011, 58 min. Écouter en ligne

## Contrainte

### Ouvrages
- Christelle Reggiani, Rhétoriques de la contrainte : Georges Perec, l'Oulipo, Paris, Euredit, 2013 (ISBN 978-2-84830-173-0)

### Articles
- Claude Berge, Éric Beaumatin, « Georges Perec et la combinatoire », dans Cahiers Georges Perec n° 4, Mélanges, Éditions du Limon, 1990 (ISBN 2-907224-12-3)
- Natalie Berkman, « La littérature algorithmique : frontière entre auteur et lecteur », Le Cabinet d'amateur,‎ novembre 2015 (lire en ligne)
- Hans Hartje, « Les extraordinaires aventures de Georges Perec en Oulipie », dans Cahiers Georges Perec n° 8, Colloque de Montréal, Le Castor Astral, 2004 (ISBN 2-85920-582-9)
- Alison James, « Pour un modèle diagrammatique de la contrainte : l'écriture oulipienne de Georges Perec », Cahiers de l'AIEF, no 56,‎ 2006 (lire en ligne)
- Bernard Magné, « Textus ex machina (de la contrainte considérée comme machine à écrire dans quelques textes de Georges Perec) », dans Bernard Magné, Perecollages 1981-1988, Toulouse, Presses Universitaires du Mirail, coll. « Les Cahiers de littérature », 1989 (ISSN 0563-9751)
- Bernard Magné, « De l'écart à la trace. Autour de la contrainte », dans Georges Perec, Écrire/Transformer, Québec, Université Laval, Études littéraires Été-automne 1990 (ISSN 0014-214X, lire en ligne)

## Beaux-Arts
- Collectif, Perec, Polaroïds, Revue Texte en main, n° 12, 1997 (ISSN 0761-8239)
- Collectif, Perec et l'image, Actes du colloque de Grenoble, Le Cabinet d'amateur, n° 7-8, Presses Universitaires du Mirail, 1998 (ISBN 978-2-85816-480-6)
- Collectif, Regarde de tous tes yeux, regarde. L'art contemporain de Georges Perec, Joseph K. / Musée des beaux-arts de Nantes / Musée des beaux-arts de Dole, 2008 (ISBN 978-2-910686-50-5)
- Bernadette Fülscher, « Regarder l’espace, mode d’emploi. L’intérêt d’une approche perecquienne pour l’histoire de l’art », Le Cabinet d'amateur,‎ juin 2015 (lire en ligne)
- Jean-Luc Joly (dir.), Perec et l'art contemporain, Cahiers Georges Perec n° 10, Le Castor Astral, 2010 (ISBN 978-2-85920-822-6)
- Mireille Ribière, « Georges	Perec et les arts plastiques. Détournement et fidélité : E-book de Joachim Schmid », Le Cabinet d'amateur,‎ mai 2020 (lire en ligne)

### Cinéma
- Margareth Amatulli, « De l'écrit à l'écran : Georges Perec et le cinéma italien », dans Perec, l’œuvre monde, Cahiers Georges Perec n° 14, Les Venterniers, 2021 (ISBN 979-10-92752-66-3)
- Cécile de Bary (dir.), Le Cinématographe, Cahiers Georges Perec n° 9, Le Castor Astral, 2006 (ISBN 2-85920-679-5)
- Jean Peytard, « De l'écriture-calligramme à l'écriture-cinéma : le cas Perec », dans Le Cabinet d'amateur, n° 6, Toulouse, Presses universitaires du Mirail, 1997 (ISBN 978-2-85816-369-4, ISSN 1165-6557)

### Musique
- Sonographie perecquiennes, Les Venterniers, coll. « Cahiers Georges Perec » (no 15), 2023 (ISBN 979-10-92752-98-4)

#### Articles
- Vincent Bouchot, « De la musique dans l’œuvre de Perec : fréquentations, thèmes, structures », dans Cahiers Georges Perec n° 4, Mélanges, Éditions du Limon, 1990 (ISBN 2-907224-12-3)
- Philippe Drogoz, « Perec et la musique », dans Cahiers Georges Perec I, colloque de Cerisy, juillet 1984, P.O.L, 1985 (ISBN 2-86744-045-9)
- Hans Hartje, « Georges Perec et le 'neues hörspiel' allemand », Écritures Radiophoniques, Clermond-Ferrand, Université Blaise Pascal,‎ 1997 (lire en ligne)

#### Audio
- Georges Perec : Musique et image, Comment l'entendez-vous ? : Une archive de 1980 (1ère partie), France Musique, 2 septembre 2021, 59 min. Écouter en ligne
- Georges Perec : Musique et image, Comment l'entendez-vous ? : Une archive de 1980 (2ème partie), France Musique, 3 mars 2022, 59 min. Écouter en ligne

### Peinture
- Collectif, L'Œil d'abord. Georges Perec et la peinture, Seuil, 1996 (ISBN 2-02-029643-8)
- Bernard Magné, « Peintureecriture », dans Bernard Magné, Perecollages 1981-1988, Toulouse, Presses Universitaires du Mirail, coll. « Les Cahiers de littérature », 1989 (ISSN 0563-9751)
- Daniela Tononi, « Op art et roman virtuel : correspondances entre Escher et Perec », Revue italienne d'études françaises, no 2,‎ 2012 (lire en ligne)
- Priya Wadhera, « Les copies originales chez Perec et Warhol », dans Perec, l’œuvre monde, Cahiers Georges Perec n° 14, Les Venterniers, 2021 (ISBN 979-10-92752-66-3)

### Photographie
- Christelle Reggiani, « Perec, une poétique de la photographie », Le Cabinet d'amateur,‎ mars 2001 (lire en ligne)

## Divers

### Ouvrages
- Marcel Bénabou, Presbytère et Prolétaires. Le Dossier P.A.L.F., Cahiers Georges Perec n° 3, Éditions du Limon, 1989 (ISBN 2-907224-11-5)
- Collectif, Georges Perec et l'histoire. Actes du colloque de Copenhague, 1998, Copenhague, Museum Tusculanum Press, 2000 (ISBN 87-7289-560-8, lire en ligne)
- Patrick Guetta, Georges Perec, contrechamp : promenade égocentrique dans le jardin de Georges Perec, L'Harmattan, 2022 (ISBN 978-2-14-026622-5)
- Hervé Le Tellier, La Disparition de Perek, Baleine, coll. « Le Poulpe », 1997 (ISBN 2-84219-097-1)
- Jean-Michel Raynaud, Pour un Perec, lettré, chiffré, Presses Universitaires de Lille, 1987 (ISBN 2-85939-318-8)
- Mireille Ribière et Bernard Magné, Les Poèmes hétérogrammatiques, Cahiers Georges Perec n° 5, Éditions du Limon, 1992 (ISBN 2-907224-21-2)

### Articles
- Éric Beaumatin (dir.) et Mireille Ribière, De Perec, etc., derechef : textes, lettres, règles et sens. Mélanges offerts à Bernard Magné, Joseph K., 2005 (ISBN 2-910686-46-9)
- Yunuen Diaz, « Perec/rinations : paysages d‟une mémoire collective », Le Cabinet d'amateur,‎ août 2021 (lire en ligne)
- André Gervais, « Perec/White : Trompe l’œil. Le Tour de l'angrais et le retour du temps », dans Georges Perec, Écrire/Transformer, Québec, Université Laval, Études littéraires Été-automne 1990 (ISSN 0014-214X, lire en ligne)
- Maryline Heck, « Pour un Perec politique », dans Christelle Reggiani (Dir), Relire Perec, actes du colloque de Cerisy, Rennes, La Licorne, Presses Universitaires de Rennes, 2016 (ISBN 978-2-7535-5053-7)
- Jean-François Jeandillou, « Verbigérations cruciverbistes : pour un dialogue énigmatique dans les mots croisés de Georges Perec », dans Le Cabinet d'amateur, n° 4, Les Impressions nouvelles, 1995 (ISSN 1165-6557)
- Dominique Jullien, « La cuisine de Georges Perec », Littérature, no 129,‎ 2003 (lire en ligne)
- Bernard Magné, « La cantatrice et le papillon. À propos de deux pastiches d'article scientifique chez Georges Perec », dans Bernard Magné, Perecollages 1981-1988, Toulouse, Presses Universitaires du Mirail, coll. « Les Cahiers de littérature », 1989 (ISSN 0563-9751)
- Bernard Magné, « Perlaine et Verec : à propos des Micro-Traductions de Georges Perec », Semen, no 12,‎ 2000 (lire en ligne)
- Chiara Nannicini Streitberger, « Les pièces radiophoniques expérimentales : L’exemple de Peter Handke et de Georges Perec », Université catholique de Louvain,‎ 2012 (lire en ligne)
- Pierre Siguret, « Machines kabbalistiques, machines informatiques : du convertisseur Bessemer au convertisseur oulipien. Perec et les machines », dans Le Cabinet d'amateur, n° 5, Toulouse, Presses universitaires du Mirail, 1997 (ISBN 978-2-85816-341-0, ISSN 1165-6557)

### Audio
- Les Hörspiele de Georges Perec, Saarländischer Rundfunk. Voir et écouter en ligne
- Cinquante choses qu’il ne faut pas oublier de faire avant de mourir, par Georges Perec, France Culture, 30 décembre 2021, 19 min. Écouter en ligne

## Réception

### Ouvrages
- Maryline Heck (dir.), Filiations perecquiennes, Cahiers Georges Perec n° 11, Le Castor Astral, 2011 (ISBN 978-2-85920-866-0)

### Articles
- David Bellos, « La présence de Georges Perec dans le monde anglophone », dans L'Œuvre de Georges Perec, Colloque de Rabat, novembre 2000, Rabat, Faculté des lettres et des sciences humaines, 2002 (ISBN 9981-59-062-2)$
- David Bellos, « Perec dans le monde anglophone de 1965 à 2000 », dans Perec, l’œuvre monde, Cahiers Georges Perec n° 14, Les Venterniers, 2021 (ISBN 979-10-92752-66-3)
- Marcel Bénabou, « Ce repère Perec : Perec miroir du roman contemporain », dans Cahiers Georges Perec n° 8, Colloque de Montréal, Le Castor Astral, 2004 (ISBN 2-85920-582-9)
- Philippe Didion, « Petites coupures. Perec et les petits papiers », Le Cabinet d'amateur,‎ septembre 2015 (lire en ligne)
- Michaël Ferrier, « Par la bande et par la bride : sur les réceptions japonaise et internationale de l’œuvre de Perec », dans L'Œuvre de Georges Perec, Colloque de Rabat, novembre 2000, Rabat, Faculté des lettres et des sciences humaines, 2002 (ISBN 9981-59-062-2)
- Krisztina Horvath, « La réception de Georges Perec dans les républiques populaires d'Europe de l'Est », dans L'Œuvre de Georges Perec, Colloque de Rabat, novembre 2000, Rabat, Faculté des lettres et des sciences humaines, 2002 (ISBN 9981-59-062-2)
- Jean-Luc Joly, « Perec en ses lecteurs », dans L'Œuvre de Georges Perec, Colloque de Rabat, novembre 2000, Rabat, Faculté des lettres et des sciences humaines, 2002 (ISBN 9981-59-062-2)
- Éric Lavallade, « Le phénomène Perec, réflexion autour de quelques chiffres concernant le lectorat et la vente des livres de Georges Perec », dans L'Œuvre de Georges Perec, Colloque de Rabat, novembre 2000, Rabat, Faculté des lettres et des sciences humaines, 2002 (ISBN 9981-59-062-2)
- Mustapha Taleb, « Georges Perec et le monde arabe », dans L'Œuvre de Georges Perec, Colloque de Rabat, novembre 2000, Rabat, Faculté des lettres et des sciences humaines, 2002 (ISBN 9981-59-062-2)
- Jean-Jacques Thomas, « Perec en Amérique », dans Christelle Reggiani (Dir), Relire Perec, actes du colloque de Cerisy, Rennes, La Licorne, Presses Universitaires de Rennes, 2016 (ISBN 978-2-7535-5053-7)

## Livres-hommages
- Claude Burgelin, Album Georges Perec, Gallimard, Album Pléiade, 2017 (ISBN 978-2-07019-752-1)
- En mars 2024, les éditions L'Œil ébloui entament la publication de 53 livres de 53 pages écrits par 53 auteurs différents en hommage à Georges Perec[2].

## Bibliographies générales
- Georges Perec, « Bibliographie sommaire (assortie de quelques commentaires de l'auteur) », L'Arc, no 76,‎ 1979
- Éric Beaumatin, « Quand j'entends parler de Perec, je sors mes fiches ! », Littératures, Presses Universitaires du Mirail, no 7,‎ 1983 (ISSN 0563-9751, lire en ligne)
- Éric Beaumatin, « Georges Perec : bibliographie essentielle », Études littéraires, vol. 23, nos 1-2,‎ 1990 (lire en ligne)
- Raoul Delemazure, Éléonore Hamaïde, Jean-Luc Joly et Emmanuel Zwenger, « Bibliographie des études perecquiennes comparatistes », Le Cabinet d'amateur,‎ juillet 2021 (lire en ligne)
- Jean-Benoît Guinot, « Liste des études sur l'œuvre de Georges Perec (jusqu'en 2008) », Le Cabinet d'amateur,‎ mars 2015 (lire en ligne)
- Bernard Magné, Tentative d'inventaire pas trop approximatif des écrits de Georges Perec, Toulouse, Presses Universitaires du Mirail, coll. « Les cahiers de littératures », 1993 (ISSN 0563-9751)
- Christelle Reggiani, « Bibliographie des études perecquiennes depuis 1990 (sources imprimées) », Le Cabinet d'amateur,‎ décembre 2023 (lire en ligne)

## Bibliographies sur des ouvrages particuliers
- Bibliographie sur 53 jours
- Bibliographie sur Alphabets
- Bibliographie sur L'Augmentation
- Bibliographie sur La Boutique obscure
- Bibliographie sur Cantatrix Sopranica L
- Bibliographie sur Les Choses
- Bibliographie sur La Clôture
- Bibliographie sur Le Condottière
- Bibliographie sur La Disparition
- Bibliographie sur Ellis Island
- Bibliographie sur Espèces d'espaces
- Bibliographie sur L'infra-ordinaire
- Bibliographie sur Je me souviens
- Bibliographie sur Lieux
- Bibliographie sur Les Lieux d'une fugue
- Bibliographie sur Penser/Classer
- Bibliographie sur Quel petit vélo à guidon chromé au fond de la cour ?
- Bibliographie sur Les Revenentes
- Bibliographie sur Tentative d'épuisement d'un lieu parisien
- Bibliographie sur Un cabinet d'amateur
- Bibliographie sur Un homme qui dort
- Bibliographie sur La Vie mode d'emploi
- Bibliographie sur Le Voyage d'hiver
- Bibliographie sur W ou le souvenir d'enfance